# Переробка шин

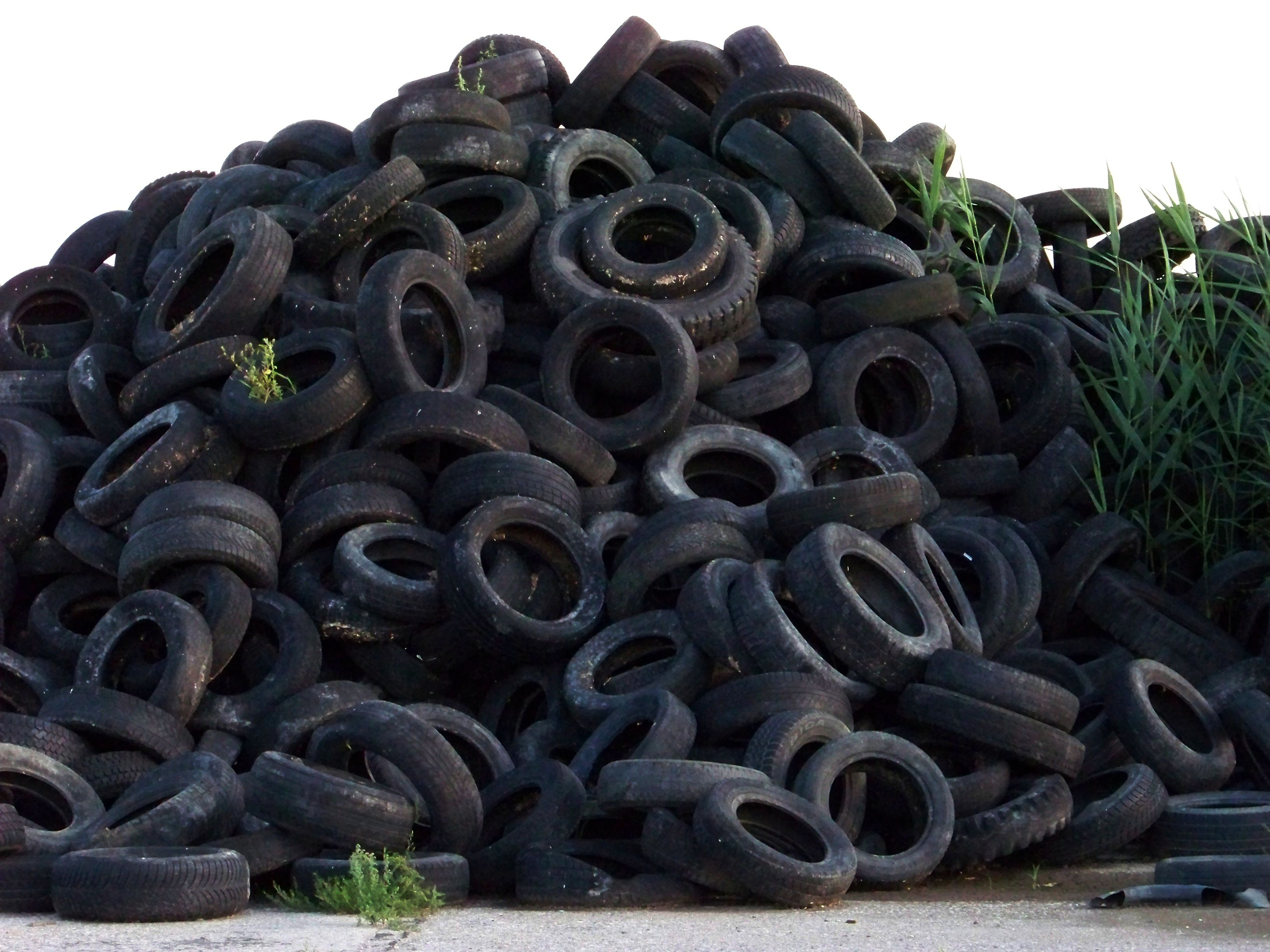
Шини є одними з найбільш проблемних джерел відходів. Але прогрес в області переробки призвело до значного скорочення викидів.

Переробка шин, або переробка гуми — це процес переробки використаних шин, які вже не можна використовувати на транспортних засобах через знос або пошкодження. Шини є проблематичним джерелом відходів, через великий обсяг виробництва, довговічність шин і їхніх компонентів, що і є екологічною проблемою. Вони можуть займати багато місця на звалищах, тому, що вони дуже міцні та не піддаються біологічному розкладанню. У 1990 році підрахували, що у США зберігалося понад 1 мільярд відпрацьованих шин. У 2015 році вже тільки 67 млн покришок було на складах. З 1994 по 2010 рік, в Європейському Союзі зросла кількість перероблених шин, із 25 % річних викидів до майже 95 %, при чому близько половини із використаних шин пішли для отримання енергії, в основному у виробництві цементу. Такі нові технології, як піроліз і де-вулканізація, зробив шини придатними для повторної переробки, не зважаючи на їх стійкість і кількість. Кінцеві продукти переробки шин включають альтернативне паливо, нові продукти із гуми, покриття для ігрових майданчиків, нові шини та гума, модифікатори для асфальту.

## Життєвий цикл шин

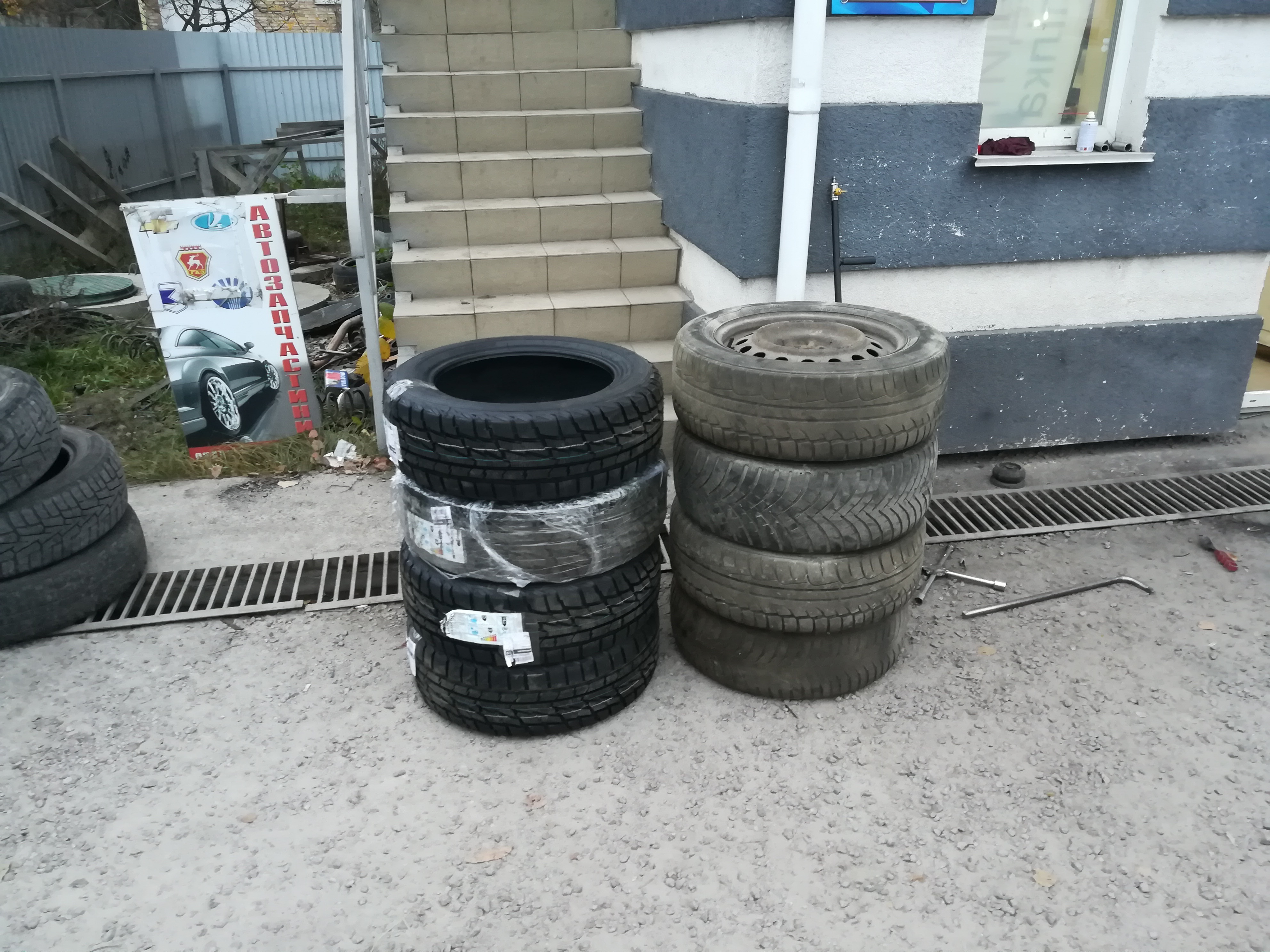
Нові та старі шини легкового автомобіля на СТО

Життєвий цикл шин можна розділити на шість етапів:
1. Розробки продукту і нововведення, такі як покращення компонентів і формування розвалу шин подовжить термін їхньої служби, зменшить частоту заміни, покращиться безпека споживачів, а також зменшиться кількість шин у відходах.
2. Правильне виготовлення і якісне доставляння зменшують кількість відходів на виробництві.
3. Безпосереднє поширення через підприємства роздрібної торгівлі, скорочує терміни інвентаризації та гарантує, покупці будуть коректно проінформовані про термін служби та безпечність продукції.
4. Якісне технічне обслуговування і своєчасна заміна покришок під час користування споживачами впливає на зношуваність шин і безпеку їх експлуатації.
5. Виробники та роздрібні торговці встановлюють правила повернення, відновлення і заміни шин, щоб зменшити кількість відходів із покришок і беруть на себе відповідальність за приймання шин для їхньої утилізації, або перероблювання.
6. Розробка стратегій утилізації шин, їхнього спалювання, або перероблення відходів у нові продукти, створює життєздатні підприємства, та реалізовується державна політика.[5]

## Поховання на звалищах
На полігонах шини не бажані, оскільки 75 % їхнього об'єму це порожнина, яка швидко заповнює цінний простір звалища. Шини можуть збирати метановий газ, і у результаті стають плавучими, або підіймаються до поверхні, як бульбашки. Через подібний ефект бульбашок, шини можуть пошкоджувати ізоляційний матеріал між горизонтами відходів, які встановлюють, щоб утримувати стоки зі звалищ від забруднення ними місцевих поверхневих і ґрунтових вод.
Подрібнені шини почали використовуватися на полігонах, як заміну інших будівельних матеріалів, як матеріал, що легкого заповнюється газом у системах вентиляції, стоків, у системах збору та експлуатаційних вкладках. Матеріал із подрібнених покришок також можна використовувати для кришок, покриття, або щоденного прикриття сміттєзвалищ. Використані автомобільні шини як матеріал для укриття і заповнення також економічно вигідний, оскільки шини можна подрібнити на місці, а не завозити інші матеріали.

## Відвали і юридичний демпінг

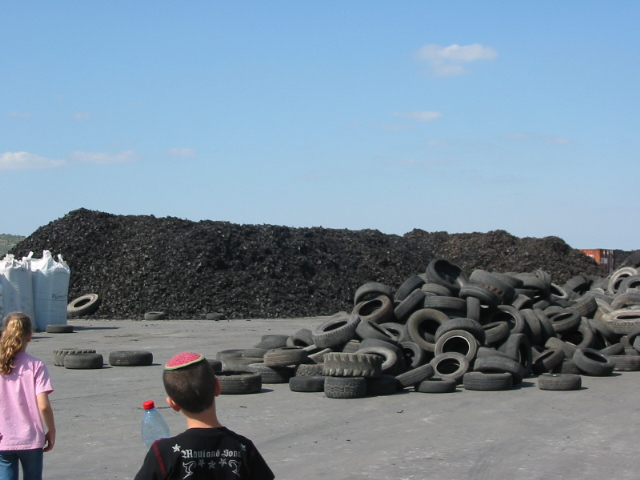
На передньому плані використані покришки, які чекають на подрібнення і на задньому фоні подрібнені покришки.

Звалища шин створюють велику небезпеку для середовища і ризик для здоров'я. Пожежі на шинних звалищах  можуть розпочатися дуже легко, горіння може тривати місяцями, створюючи значне забруднення повітря та землі. Перероблення дозволяє зменшити кількість шин на місцях зберігання. Додатковий ризик для здоров'я також створюють стоси покришок, які створюють притулок для шкідників і служать розсадником для комарів, які можуть поширювати хвороби. Незаконні звалища використаних шин забруднюють яри, ліси, пустелі та пустирі; що призвело у багатьох державах до створення правил і законів, які вимагають належного управління здачі та приймання використаних шин. У США існує «День амністії шин», коли мешканці спільноти можуть здавати обмежену кількість зношених шин безкоштовно. Подія може фінансуватися коштом штату згідно з програмою збору використаних шин, яка сприяє зменшенню незаконних сміттєзвалищ та неналежному зберіганню зношених шин.
На жаль, зберігання і перероблювання покришок іноді пов'язують із незаконною діяльністю і відсутністю екологічної свідомості.

## Використання
Хоча зазвичай шини не переробляються, а спалюються, тривають пошуки, щоб знайти їм корисне застосування. Один із варіантів: подрібнені шини, як гумову крихту, додають до гарячого розплаву асфальту, як модифікатора — при переробці асфальтного покриття, і як наповнювач для бетону із портландцементом. Шини також можна переробляти в інші шини. Покришки можна розрізати і використовувати на грядки, як мульчу, щоб утримати воду і запобігти забур'яненню ділянок. Деякі із «зелених» будівель, як приватних, так і державних, були зроблені зі старих шин.
Піроліз можна використовувати для перероблення шин на горючий газ, оливи, твердий залишок (напівкокс), і низькосортну сажу, яку не можна використовувати у виробництві шин. Був розроблений піролізний метод, завдяки якому можна виробляти активоване вугілля і високоякісну сажу.

### Виробництво цементу

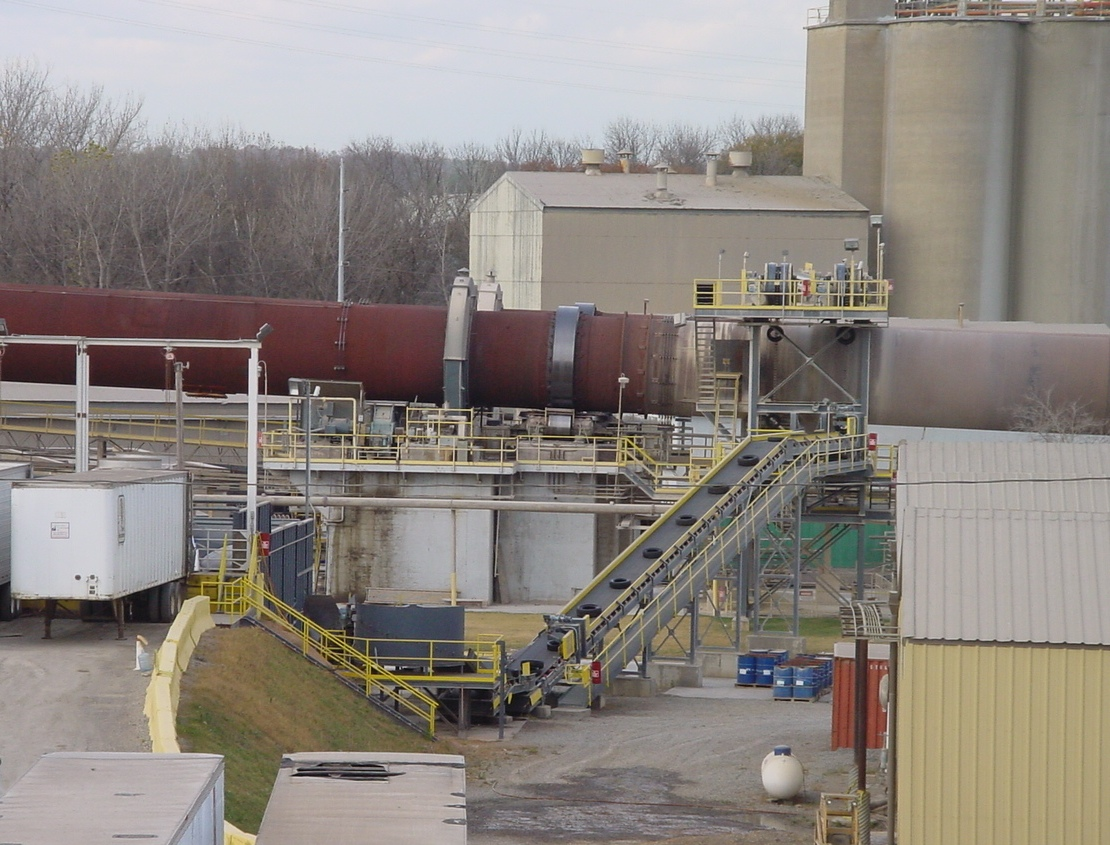
Вживані шини завантажують всередину цементних печей

Старі шини можна використовувати як альтернативне паливо у виробництві портландцементу, ключової складової бетону. Зазвичай шини подають до цементних печей, шляхом прокачування їх у верхній частині підігрівача печі, або шляхом скидання їх у слот посередині довгої мокрої печі. У будь-якому випадку, високі газові температури (1000—1200 °с) викликають практично миттєве, повне і бездимне згоряння шин. Крім того, шини можна подрібнити до розмірів у 5-10 мм, і в такій формі їх подавати у камеру згоряння прекальцинатора. Залізо і цинк із шин хімічно включаються до складу цементу.

### Продукти, які виробляють із шин

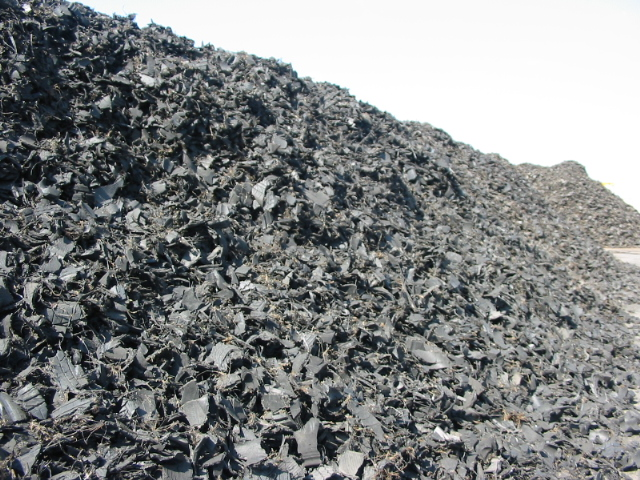
Подрібнені покришки

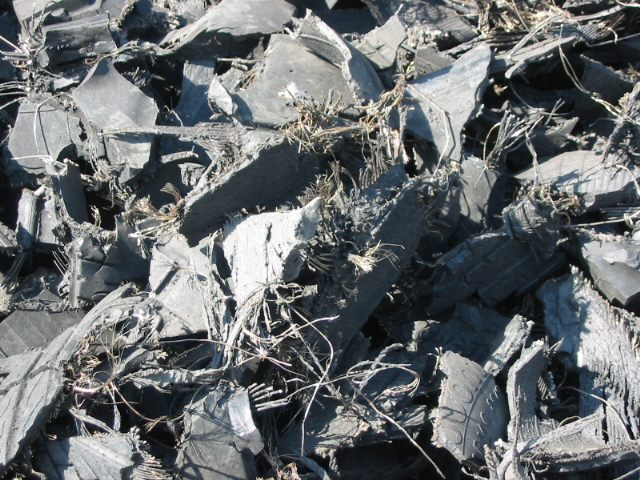
Подрібнені покришки великим планом

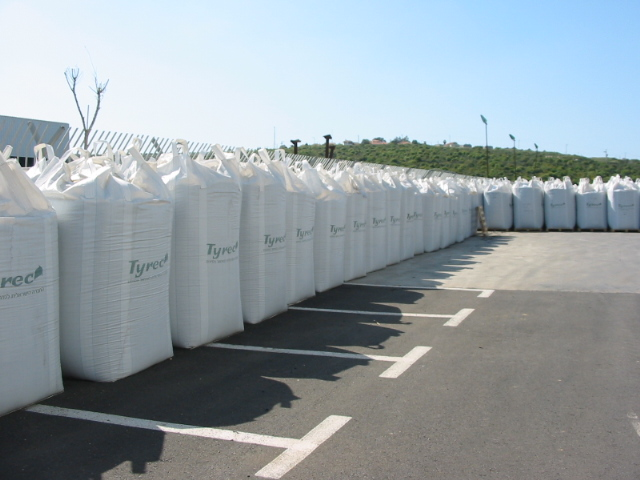
Мішки на 1 тону гумової крихти

Шини можна повторно використовувати для багатьох цілей, хоча у більшості випадків їх спалюють для отримання тепла. Станом на 2003 рік, згідно зі звітом Управління з охорони навколишнього середовища, у США 80,4 % використаних шин або утилізуються, або йдуть на корисні цілі, а це близько 233 млн шин на рік. Якщо припустити, що вага однієї приблизно 10,2 кг, то згідно з доповіддю у 2003 році загальна вага використаних шин склала 2,62 млн тонн.
Один із варіантів перероблення шин передбачає виробництво альтернативних продуктів для продажу. Нові продукти, отримані з використаних шин створюють більшу економічну активність, ніж при спалювання або іншого низькорівневого виробництва, при цьому зменшується потік відходів, без утворення надмірного забруднення та викидів від утилізації.
- Будівельні матеріали. Будинки повністю можуть бути побудовані з цілих шин, заповнюючи їх повністю землею і покриваючи бетоном, наприклад, відомий проєкт earthships. Вони також мають інженерні застосування, такі як закріплення насипів і набережних, зворотна засипка стін і опор мостів, підвид ізоляції для дороги, у проєктах звалищ, і септики дренажу полів. Також зв'язані шини використовуються як різні типи бар'єрів, таких як: пом'якшення від зіткнень, у боротьбі з ерозією, у водостічних системах, як вибухові килимки, захист від впливу хвиль на береги та пірси, і як звуковий бар'єр між шосе і житловими будинками.
- Штучні рифи можуть створюватися за допомогою шин, які скріплені між собою у групи. Хоча стосовно даного рішення тривають суперечки, наскільки ефективно використовувати шини для створення систем штучних рифів. Негативним прикладом може бути проєкт Рифу Осборн, який став екологічним кошмаром, на виправлення якого буде необхідно витратити мільйони доларів.
- Процес штампування і різання шин використовується для виготовлення деяких товарів. Наприклад, на виготовлення сандалів або додаткового шару основи дорожнього покриття, з'єднуючи разом вирізані бічні стінки для утворення гнучкої сітки.
- Подрібнені шини, широко використовуються у цивільному будівництві. Їх можна використовувати як заповнювач для підпірних стін, засипки для колекторних колодязів звалищного газу, зворотна засипка зсувів проїжджої частини під час ремонтних робіт, а також як матеріал для гасіння вібрацій залізничних колій.
- Дрібно подрібнена гумова крихта, може бути використаною для проєктів мощення і подібних цілей. Типи продукції для мощення: каучук, модифікований асфальт, бетон модифікований гумою, і заміною в цілому. Прикладами гумових формованих продуктів є килимове покриття або підкладка, бампери стикування, палуби, відбійники, блоки на залізничних переїздах, покриття для утримання худоби, гумова цегла для тротуарів, переміщувані лежачі поліціянти. Гуму можна сплавляти із пластиком для таких  виробів, як піддони та залізничні шпали. Спортивні та рекреаційні зони також можуть бути вимощені амортизувальними гумово-формовими матеріалами. Гуму від покришок, подрібнену до середніх розмірів можна безпосередньо використовувати як гумове покриття. Гумова крихта також може бути використаною як наповнювач, самостійно або в суміші з грубим піском, у покриттях типу синтетичного газону.
- Металургійні комбінати можуть використовувати шини як джерело вуглецю, заміна вугілля або коксу у виробництві сталі.[16]
- Шини також часто переробляють на покриття для баскетбольних майданчиків і нову взуттєву продукцію.

### Піроліз шин
Піролізний метод переробки використаних шин — це технологія, у процесі якої нагріваються цілі, або подрібнені шини в реакторі, у безкисневій атмосфері. У реакторі гума розм'якшується, потім гумові полімери розпадаються на дрібніші молекули.
Зрештою, ці невеликі молекули, випаровуються і виходять з реактора. Отримані пари можна одразу використовувати для виробництва електроенергії, або конденсуються у жирну рідину, яку потім, як правило, використовують як паливо. Деякі з отриманих молекул занадто малі, щоб сконденсуватися. Вони збираються як газ, який також можна спалювати як паливо. Мінерали, які входили до складу шин, що близько 40 % по вазі, видаляються як тверді попіл. Якщо технологічний процес відбувався належним чином, то піроліз покришок — це чистий процес, коли виробляється мало викидів і відходів, проте, можуть бути побоювання з приводу забруднення повітря продуктами неповного згоряння, які були зафіксовані у випадках спалювання шин.
Властивості газів, рідини і твердого залишку залежать від типу сировини і виробничих умовах процесу. Наприклад, усі шини містять волокна і сталь. Подрібнені шини містять більше сталі, а велику частину волокон видалено. Процеси можуть бути періодичними або безперервним. Енергія, яку потрібна для  розкладання гуми включає використання безпосередньо отриманого палива (газова плита), електричної індукції (подібно до духових шаф, які нагріваються електрикою) або мікрохвильова піч. Іноді використовують каталізатори, для прискорення розкладання. Вибір сировини та процесу може впливати на вартість готової продукції.
Історичною проблемою піролізу шин є твердий мінеральний залишок, на який припадає близько 40 % від вихідної маси. Сталеві домішки можуть бути попередньо видалені магнітами для переробки. Твердий матеріал, який залишається, так званий «чар», не має важливого застосування, крім як імовірного низьковуглецевого палива. «Чар» використовується замість технічної сажі, яку використовують для зміцнення і підвищення зносостійкості шин. Твердий залишок також складається із мінералів, які використовують у гумовій промисловості. Цей високий обсяг компонентів піролізу шин є головною перешкодою, хоча ця тема продовжує бути джерелом інновацій.

### Перепрофілювання

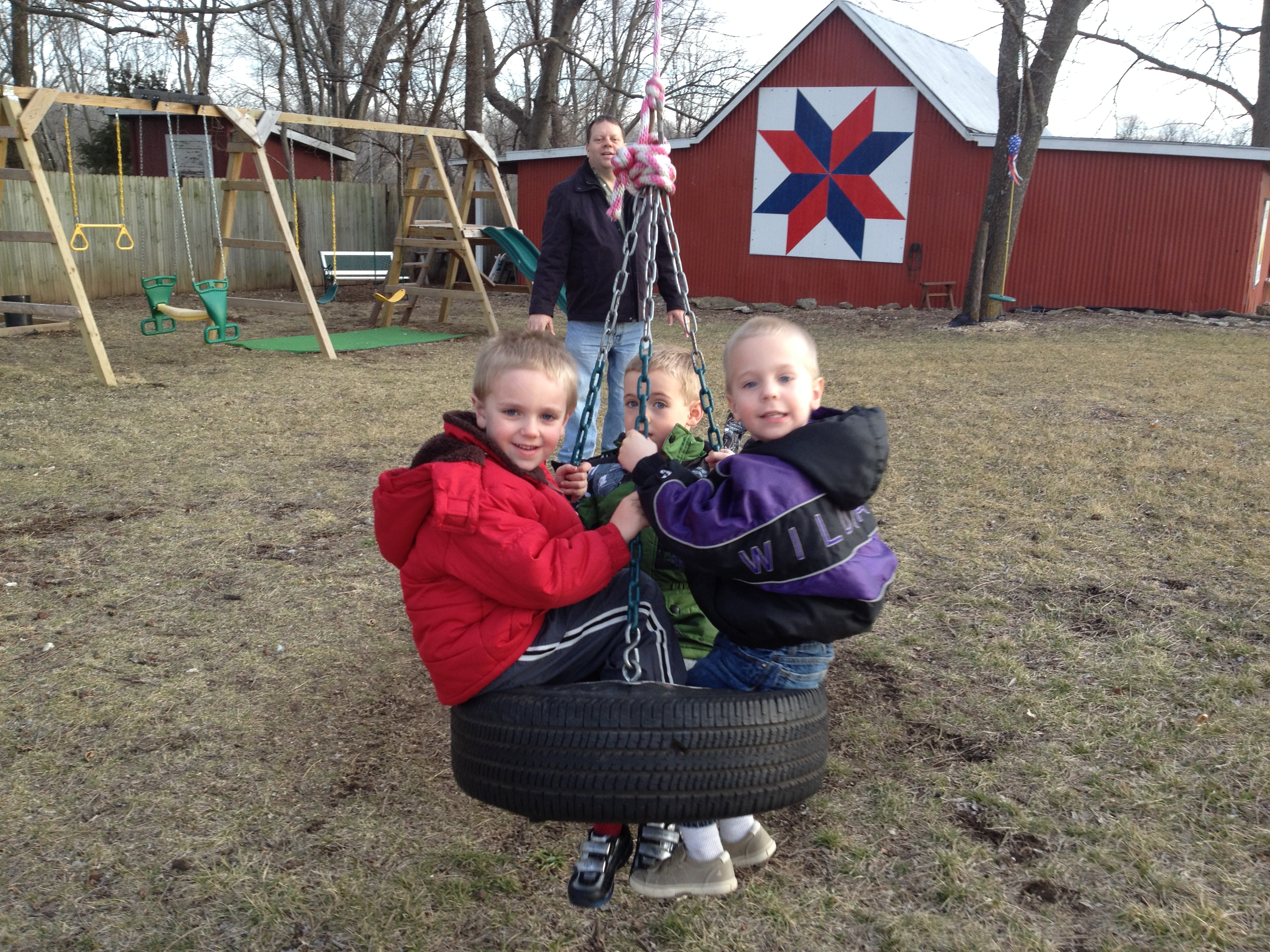
Три хлопчики на гойдалці із шини

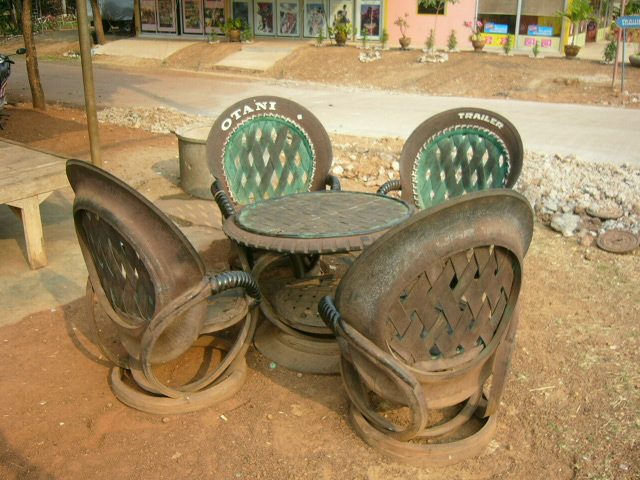
Автомобільні шини як сидіння в Таїланді.

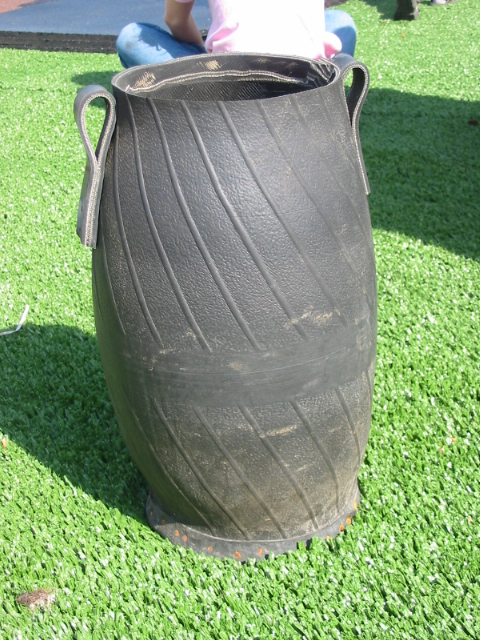
Мистецтво із шин

Крім переробки старих шин, їм можна знайти нове застосування.
Старі шини іноді перетворюється на гойдалки. Інноваційне використання дозволяє легко знайти застосування для наявних старих шин, які вже не підходить для використання на дорогах.
Шини також використовуються як тренажери для спортивних програм, таких як американський футбол. Одна класична вправа, яка відточує швидкість і маневреність гравцівЇ так і називається: «біг по шинах», де шин викладаються поруч у шахматному порядку, або зигзагом. Спортсмени бігають по шаблону, ступаючи в центр кожної шини. Вправа спонукає спортсменів піднімати ноги вище над землею, ніж зазвичай, щоб не спіткнутися.
Перероблену шини також можуть бути використані як альтернативний доступний будівельний матеріал, який використовується в рамках проекту спорудження доступних  теплих будинків Землі.
Ряди штабелів шин часто використовуються як бар'єри на гоночних трасах для розсіювання кінетичної енергії протягом більш тривалого часу під час аварії, порівняно з менш пружними матеріалами, такими як бетон або сталеві стіни.

## Екологічні проблеми
Внаслідок вмісту важких металів та інших забруднювачів, які містять шини, вони становлять небезпеку вимивання токсинів у підземні води при знаходженні на вологих ґрунтах. Дослідження показали, що вимивання відбувається дуже слабо, якщо подрібнені шини використовуються як легкі сипучі матеріали. Проте, на кожному об'єкті повинне проводитися індивідуальне оцінювання, щоб визначити обмеження на використання цих матеріалів, чи цей продукт підходить для даних умов.
Для обох випадків, як показано у Таблиці застосування води, що пройшла крізь гуму із подрібнених шин не призведе до порушення первинних стандартів питної води на метали. Крім того, гума із подрібнених шин навряд чи збільшиться рівень забруднення металами, порівняно із первинним стандартам питної води природних фонових рівнів.